# ريتشارد إي. هاوس
ريتشارد إي. هاوس (بالإنجليزية: Richard E. Hawes)‏ هو ضابط أمريكي، ولد في 12 فبراير 1894 في طومسون في الولايات المتحدة، وتوفي في 30 ديسمبر 1968.